# Icke-spelbar figur
En icke-spelbar figur (NPC, av engelskans: non-player character eller non-playable character) är en figur som styrs av spelledaren i ett rollspel eller som inte styrs av en människa i ett datorspel. I datorspelen är det spelets programmering som avgör hur figurerna beter sig.

## Rollspel
I ett rollspel kan NPC:er vara både onda och goda. Svenska bordsrollspel brukar använda begreppet spelledarperson.

## Datorspel
Många datorspel innehåller icke-spelbara figurer. De är inte styrbara av den mänskliga spelaren utan beteendet är inprogrammerat från början. Beteendet kan dock vara konfigurerbart. I många man mot man-slagsmålsspel finns till exempel koder som gör det möjligt att spela med bossarna.
Det finns flera syften med NPC:er i datorspel. I många fall, exempelvis schackspel, är syftet att ge den mänskliga spelaren en eller flera motspelare. I andra datorspel kan NPC:n ge spelaren uppdrag, med mera.